# Maura lurida
Maura lurida är en insektsart som först beskrevs av Fabricius 1781.  Maura lurida ingår i släktet Maura och familjen Pyrgomorphidae. Inga underarter finns listade i Catalogue of Life.

## Bildgalleri

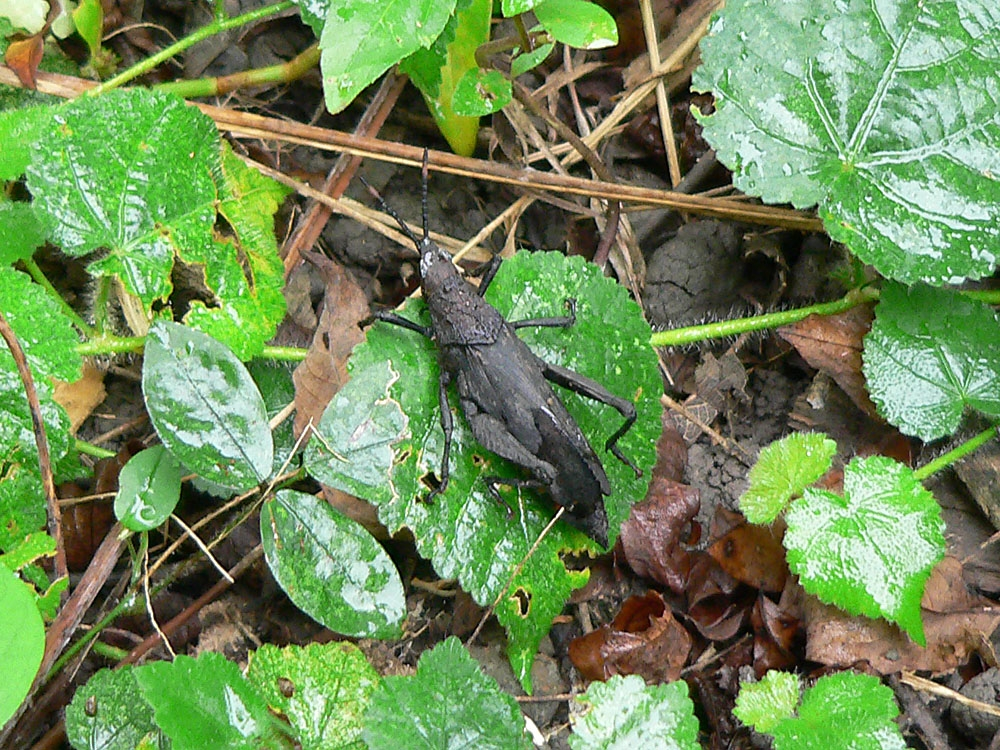